# Koenigsegg CCR
Koenigsegg CCR là một siêu xe của Koenigsegg. Thiết kế và sản xuất tại Ängelholm, Thuỵ Điển, xuất hiện lần đầu tiên vào năm 2004 trong Triển lãm ôtô Geneva. CCR từng giữ kỷ lục thế giới về tốc độ cho một chiếc xe được sản xuất. Hiện tại CCR là chiếc xe nhanh thứ ba thế giới, sau Bugatti Veyron và SSC Ultimate Aero TT.

## Tổng thể
Koenigsegg CCR được thiết kế dựa trên Koenigsegg CC8S nhưng mạnh và có hiệu năng cao hơn. Động cơ nguyên mẫu mạnh hơn nhờ sử dụng bơm tăng nạp xoáy hai chân vịt Lysholm và hệ thống thoát khí bằng titan. Nhờ vậy đã đẩy sức mạnh của động cơ lên tối đa 806 hp (601 kW; 817 PS) với vòng quay 6,900 rpm. Mômen xoắn cũng được phân bổ đều và đạt đỉnh 920 N⋅m (680 ft⋅lbf) ở vòng quay 5,700 rpm.
Nhìn bề ngoài CCR trông giống với CC8S, nhưng có thiết kế thông khí mới, bố cục đèn pha được hiệu chỉnh lại, đuôi xe được chỉnh lại, bộ thắng lớn hơn, mạnh hơn và phần trước được tối ưu hóa cho cánh gió. Như Koenigsegg CC8S, CCR là dòng xe coupe 2 cửa với động cơ đặt giữa, cho thấy một chiếc xe lớn, hiện đại với cách mở cửa xoay.
Để tưởng nhớ phi công Thụy Điển Jet Squadron No. 1, (Johan röd) đã tạo điều kiện cho Koenigsegg ngày nay, CCR được gắn biểu tượng con ma, biểu tượng của kỵ binh.
Trên kênh History Channel đặc biệt cho CCR, Koenigsegg thông báo CCR có giá khoảng US$590,000.

## Lịch sử thử nghiệm
Nhà sản xuất đã công bố vào năm 2005 rằng CCR là chiếc xe đường phố nhanh nhất thế giới, với tốc độ hơn 390 km/h (245 mph); tuy nhiên, kỷ lục này đã bị siêu xe Bugatti Veyron phá vào năm 2006 với tốc độ đạt đỉnh 407 Kph hay 254 Mph.
Vào ngày 28 tháng 2 năm 2005, vào lúc 12.08 giờ địa phương, Koenigsegg CCR phá kỷ lục xe nhanh nhất thế giới, với tốc độ tối đa đạt 387.37 km/h (240.7 mph) ở đường đua Nardò tại Ý. Nhóm năm kỹ sư Koenigsegg cùng với nhà sáng lập Christian von Koenigsegg đem thử một chiếc CCR chuẩn, được điều khiển bởi tay thử siêu xe phá kỷ lục kỳ cựu là Loris Bicocchi.
Koenigsegg CCR đã phá kỷ lục của McLaren F1 giữ ngôi vị trong hơn 12 năm với tốc độ 386,7 km/h (240 mph) trên đường đua thẳng dài 9 km từ VW Ehra-Lessien tại Wolfsburg, Đức. Xe CCR chạy trên đường đua tròn Nardò/Prototipo có chu vi 12.5 km.
Vào tháng 5 năm 2005 không lâu sau khi CCR phá kỷ lục, chiếc Bugatti Veyron đã choán ngôi với tốc độ hơn 400 km/h (249 mph). Phiên bản sản xuất cuối cùng của Veyron đạt tốc độ 407.5 km/h (253.2 mph) theo báo Car and Driver ấn bản tháng 11 năm 2005. Tuy thế nhưng Bugatti đạt kỷ lục ở đường đua thẳng VW tại Ehra-Lessien dài 9 km, khác với đường tại Nardò là đường tròn.